# 64975 Gianrix
64975 Gianrix este un asteroid din centura principală de asteroizi.

## Descriere
64975 Gianrix este un asteroid din centura principală de asteroizi. A fost descoperit pe 10 ianuarie 2002 la Campo Imperatore, în cadrul proiectului CINEOS. Asteroidul prezintă o orbită caracterizată de o semiaxă mare de 2,95 ua, o excentricitate de 0,26 și o înclinație de 1,6° în raport cu ecliptica.